# 坪山泉
坪山泉，位于中华人民共和国山西省五台县南部，滹沱河与清水河汇合口上下游河谷中的岩溶泉群组，因附近的神西乡坪上村而得名。
坪上泉泉域面积3035平方千米，以泉群形式出流，呈线状分布，因滹沱、清水两河切出岩溶含水层的区域隔水底板而溢流成泉，属侵蚀、接触、全排型溢流泉。泉域主要在五台县建安乡甲子湾村以南、陈家庄乡胡家庄村以西、定襄县河边镇戎家庄以东的滹沱河、清水河河道内，大部分在五台县境内。坪山泉共有大小泉眼221个，构成4个泉组：滹沱河干流上的甲子湾、水泉湾、段家庄河清水河干流上的李家庄泉组。泉水多年（1956-2003年）平均流量4.9立方米每秒，水质优良，属重碳酸钙镁型，总硬度187～300毫克每升。
因泉水曾出现“金丝鲤鱼”的奇妙景观，故坪上泉素有“石窟遨鱼”的美称。2018年对坪山泉域的调查显示，目前泉域鱼类以鲤科为主，其中达里湖高原鳅（Triplophysa dalaica）、拉氏鱥（Phoxinus lagowskii）、鲫（Carassius auratus）和泥鳅（Misgurnus anguillicaudatus）为优势种。